# Trycherus josephus
Trycherus josephus es una especie de coleóptero de la familia Endomychidae.

## Distribución geográfica
Habita en el Congo.